# Konvoj z Kandaháru na předsunutou základnu v Uruzgánu (podzim 2008)
Konvoj z Kandaháru na předsunutou základnu v Uruzgánu na podzim roku 2008 byl doprovázen 601. skupinou speciálních sil z Prostějova a jinými spojeneckými jednotkami. Jeho trasa byla prozrazena bojovníkům Talibanu a jeho doprovod musel svádět tvrdé boje s povstalci, než se konečně dostal k cíli. V boji padlo asi 70 Talibanců a několik spojeneckých vojáků. Češi měli pouze 1 zraněného. Cesta trvala 8 dní, z toho 3 dny a 2 noci museli vojáci čelit útokům nepřítele. Celá trasa cesty konvoje byla dlouhá 100 kilometrů, z toho na posledních 20 kilometrech se museli koaliční vojáci včetně českých k základně probíjet.
Jednotky ochraňující konvoj si pak neodpočinuly ani na základně, protože se ji Taliban snažil odříznout od okolího světa. Působení českých vojáků v oblasti přesto bylo úspěšné. Češi se stali v oblasti populárními a byli za svůj vřelý přístup chváleni i afghánskými vojáky, které cvičili. Dle velitele cvičené jednotky byl přístup Čechů jeden z nejlepších, s jakým se setkali. Na konci roku 2009 se Češi přesunuli zpátky. Odchod z Uruzgánu už nebyl tak dramatický jako příchod, protože se povedlo Talibance oklamat.